# Bulbophyllum taiwanense
Bulbophyllum taiwanense é uma espécie de orquídea (família Orchidaceae) pertencente ao gênero Bulbophyllum. Foi descrita por Noriaki Fukuyama e Kunio Nakajima em 1973.